# 黎忠汉
黎忠汉（Lai Chung Han），新加坡华人，前新加坡共和国海军部队总长，少将军衔。

## 生平
黎忠汉在1992年荣获总统奖学金和新加坡武装部队海外奖学金，在英国剑桥大学攻读经济学，毕业后获得文学士（一级荣誉）学位。2006年，他获得新加坡武装部队研究生奖学金，前往美国哈佛大学深造，毕业后获得公共行政硕士学位。他也曾在美国海军战争学院上过美国海军指挥与参谋课程。
黎忠汉于1992年1月加入新加坡武装部队，在海军部队工作，初期时在英勇号担任执行官，2002年至2004年之间担任英武号指挥官，2007年7月被任命为导弹护卫舰舰队指挥官，2011年4月出任海军舰队司令。他也同时在国防部兼任以下职务：三军总长公署长远规划秘书处处长、未来系统局局长、政策主任（2007年－2010年）和政策局副秘书长（2012年－2014年）。2014年7月1日，黎忠汉从准将升至少将，同年8月1日接替黄志平当海军总长。
黎忠汉已婚，有一对子女。
黎忠汉曾在2010年荣获行政功绩奖章 (银，武装部队)。